# Kabam
Kabam ou Kabam Games (anteriormente Watercooler, Inc.) é uma desenvolvedora, editora e publicadora canadense de jogos eletrônicos para celular fundada em 2006, e sediada em Vancouver, Canadá com escritórios em Montreal, São Francisco e Austin, Texas. A empresa desenvolve e publica jogos sociais multijogador online em massa, como Marvel: Torneio de Campeões e Transformers: Forjados para Lutar para dispositivos móveis Android e iOS. Antes de se expandir para jogos de celular, a Kabam se estabeleceu como uma desenvolvedora de aplicativos sociais com foco em entretenimento e esportes.
A empresa se concentrou no desenvolvimento de "jogos reais" ou jogos com mecânica de jogo envolvente semelhante aos MMOs mais tradicionais, com ênfase nos gastos e apostas de moeda virtual. No final de 2009, a Kabam lançou Kingdoms of Camelot, um dos primeiros jogos de estratégia de sucesso no Facebook, mas em junho de 2010, o número de jogadores começou a diminuir constantemente. Em abril de 2015, a Kabam anunciou uma mudança em seu foco para o desenvolvimento de jogos móveis AAA.

## História
A Kabam foi fundada em 2006 como Watercooler por Kevin Chou, Michael Li, Holly Liu e Wayne Chan, a empresa começou focada na construção de aplicativos comunitários para fãs de esportes e entretenimento, acumulando mais de 25 milhões de usuários no Facebook e outras redes sociais. Em outubro de 2009, a Watercooler garantiu US$ 5,5 milhões em financiamento da Série B da Betfair, a maior bolsa de apostas da Internet do mundo, e da Canaan Partners, que participou do financiamento da Série A da empresa em 2007. Em 2 de novembro de 2009, a Watercooler lançou Kingdoms of Camelot no Facebook.
Em 3 de agosto de 2010, Watercooler mudou seu nome para Kabam.
Em 19 de setembro de 2012, o CEO Kevin Chou anunciou que a Kabam estava considerando um IPO. Uma venda secundária de ações foi acordada no final de 2013, o que avaliou a empresa em US$ 700 milhões; também foi anunciado nessa época que quatro de seus jogos, liderados por Kingdoms of Camelot, arrecadaram mais de US$ 100 milhões, com US$ 360 milhões em receitas em 2013.
Em junho de 2014, a Kabam contratou o ex-vice-presidente da EA Mobile, Aaron Loeb, como vice-presidente sênior de seus estúdios norte-americanos (São Francisco e Vancouver). Enquanto estava na EA Mobile, ele trabalhou em The Simpsons: Tapped Out e Monopoly Slots. A Kabam esperava que ele fornecesse um link para os estúdios de Hollywood. Também em junho, a Kabam desligou os servidores de The Hobbit: Armies of the Third Age.
O Alibaba anunciou em julho de 2014 que planejava investir US$ 120 milhões na Kabam, dando à empresa uma avaliação de US$ 1 bilhão. Isso permitiu que seus jogos fossem distribuídos por meio dos aplicativos do Alibaba, incluindo o Mobile Taobao e o aplicativo de mensagens Laiwang.
Em abril de 2015, a Kabam mudou seu foco para o desenvolvimento de jogos AAA para dispositivos móveis. Como resultado, vários jogos da Kabam foram encerrados, jogos mais antigos da Kabam foram transferidos para outras empresas e o suporte da Kabam para jogos de terceiros diminuiu.
Em 13 de agosto de 2015, a Machine Zone, criadora do Game of War: Fire Age, processou a Kabam por roubo de segredo comercial. O conflito foi resolvido para satisfação de ambas as empresas em 10 de setembro.
Em 10 de setembro de 2015, Kabam, Disney Interactive e Lucasfilm lançaram Star Wars: Uprising. Em setembro de 2015, Nick Earl, presidente dos estúdios mundiais, renunciou. Mike Verdu foi promovido a presidente da Kabam Studios e diretor de criação responsável pelo design e qualidade do jogo da editora. Aaron Loeb foi promovido a presidente da Kabam Studios e serviços ao vivo, responsável pela qualidade do serviço.
Em 7 de janeiro de 2016, a Kabam anunciou que havia vendido seus jogos antigos e jogos publicados por terceiros para a editora chinesa GAEA Mobile. Após a redução de tamanho em abril de 2015, a Kabam encerrou vários jogos mais antigos que não foram transferidos.
Em 22 de fevereiro de 2016, a Kabam demitiu 8% de sua força de trabalho. Kevin Chou, presidente-executivo da Kabam, disse em uma entrevista à GamesBeat que a empresa se concentraria em jogos móveis multijogador massivos gratuitos, como seus sucessos atuais, Marvel Torneio de Campeões e Star Wars: Uprising, dando menos ênfase a jogos single-player, como Fast & Furious. Em 23 de junho de 2016, a Kabam anunciou que venderia Realm of the Mad God para a Deca Games.
Em julho de 2016, a Kabam anunciou que Marvel Torneio de Campeões atingiu US$ 100 milhões em receita bruta em sete meses, o mais rápido de qualquer jogo na história da empresa (The Hobbit foi o próximo mais rápido, com 13 meses). Em novembro de 2016, a Kabam nomeou Jeff Howell para o cargo recém-criado de Chief Technology Officer.
Em agosto de 2016, a Kabam fez uma parceria com a Hasbro para desenvolver Transformers: Forjados para Lutar. O título foi lançado em 5 de abril de 2017. O jogo foi encerrado em janeiro de 2023, mas foi refeito disponível para assiantes da Netflix em maio de 2023.
Em 1º de março de 2017, a Kabam foi adquirida pela Netmarble. Nessa época, Tim Fields assumiu o cargo de CEO.
Em 17 de agosto de 2020, a Kabam lançou Reino dos Campeões Marvel, um spin-off de Marvel Torneio de Campeões. Esse jogo seria encerrado em 31 de março de 2022.
Em 17 de janeiro de 2022, a Kabam anunciou que Seungwon Lee da Netmarble assumiria o cargo de CEO da Kabam. A empresa posteriormente lançou o Disney Mirrorverse, um jogo de RPG crossover para dispositivos móveis da Disney, em 23 de junho de 2022.

## Aquisições de empresas
| Data da compra         | Nome da empresa           | Principais alvos | Referências |
| ---------------------- | ------------------------- | --- | ----------- |
| 22 de outubro de 2010  | Colina das Maravilhas     | Dragões da Atlântida e Vida no Aquário                                                                               | [ 21 ]      |
| 20 de dezembro de 2011 | Urso da gravidade         | Punks de batalha | [ 22 ]      |
| 19 de junho de 2012    | Estúdios Wild Shadow      | Realm of the Mad God                                                                                                 | [ 23 ]      |
| 27 de janeiro de 2012  | Estúdios Fearless         | Haden Blackman – criador de Star Wars: The Force Unleashed e Cedrick Collomb – ex-diretor de engenharia da LucasArts | [ 24 ]      |
| 3 de dezembro de 2013  | Mundos equilibrados       | Amigos da bomba | [ 25 ]      |
| 15 de janeiro de 2013  | Jogos de Barril Explosivo | Margaritaville | [ 26 ]      |
| 10 de março 2014       | Era da Fênix              | Império do submundo e era do castelo                                                                                 | [ 27 ]      |
| 12 de janeiro de 2015  | Tocando                   | Mike Verdu – trabalhou anteriormente na franquia Command & Conquer na EA, também trabalhou para a Zynga              | [ 28 ]      |
| 12 janeiro de 2015     | Jogos de Pixel Mágico     | Michael Seegers – ex- desenvolvedor de jogos da EA                                                                   | [ 28 ]      |
| 26 de maio de 2016     | Super arma                | Alvorecer de Aço | [ 29 ]      |
| 25 de março de 2019    | Jogos de Riposte & Co     | Publicação Mini Guns                                                                                                 | [ 30 ]      |

## Jogos e plataformas

### Jogos desenvolvidos ou adquiridos pela Kabam
|     | Título                                       | Plataforma                 | Desenvolvedor original        | Disponível para jogar | Data de lançamento | Data de desligamento | Notas |
| --- | -------------------------------------------- | -------------------------- | ----------------------------- | --------------------- | ------------------ | -------------------- | --- |
| 1.  | Futebol de fantasia                          | Facebook                   | Watercooler                   | Não                   | 01/07/2009         | 2010/10              | |
| 2.  | Desafio de futebol de $ 20 mil               | Facebook                   | Watercooler                   | Não                   | 08/2009            | 2010/10              | |
| 3.  | Desafio de chaves de 2010                    | Facebook                   | Watercooler                   | Não                   | 01/10/2009         | 2010/10              | |
| 4.  | Reinos de Camelot                            | Facebook                   | Watercooler                   | Sim                   | 06/11/2011         |                      | Transferido para RockYou e apoiado por RockYou desde o início de abril de 2015, embora Kabam ainda hospede o jogo e as Recompensas Kabam ainda se apliquem ao jogo.                            |
| 5.  | Macarrão                                     | Facebook                   | Watercooler                   | Não                   | 12/11/2009         | 2010/10              | |
| 6.  | Mundo Doce                                   | Facebook                   | Watercooler                   | Não                   | 28/04/2010         | 31/01/2011           | |
| 7.  | Gol épico                                    | Facebook                   | Watercooler                   | Não                   | 01/06/2010         | 2010/11              | |
| 8.  | Futebol de fantasia SI                       | Facebook, Web              | Kabam                         | Não                   | 06/08/2010         | 2011/04              | |
| 9.  | Ponto Verde                                  | MySpace                    | WonderHill                    | Não                   | 2009               | 02/12/2010           | |
| 10. | Mundo dos cães                               | MySpace, Facebook          | WonderHill                    | Não                   | 2009               | 2010                 | |
| 11. | Jardins Encantados                           | Facebook                   | WonderHill                    | Não                   | 12/10/2009         | 2010                 | |
| 12. | Fazenda peluda                               | Facebook                   | WonderHill                    | Não                   | 19/03/2010         | 01/12/2010           | |
| 13. | Cidade da Tatuagem                           | Facebook                   | WonderHill                    | Não                   | 16/06/2010         | 01/12/2010           | |
| 14. | Dragões da Atlântida                         |                            | WonderHill                    | Sim                   | 06/10/2010         |                      | Transferido para RockYou e apoiado por RockYou desde o início de abril de 2015, embora Kabam ainda hospede o jogo e as Recompensas Kabam ainda se apliquem ao jogo.                            |
| 15. | Punks de batalha                             | Facebook                   | Gravity Bear Studio           | Não                   | 02/03/2010         | 2012/03              | A data é para o lançamento beta, a falta de resposta do servidor em março de 2012 não foi anunciada e continua sem solução.                                                                    |
| 16. | Realm of the Mad God                         | Web, Kongregate, Steam     | Wild Shadow Studios, Spry Fox | Sim                   | 10/01/2010         | 16/06/2016           | Adquirida pela Deca Games em 19 de junho e oficialmente transferida para a Deca Games em 23 de junho.                                                                                          |
| 17. | Amigos da bomba                              | Facebook                   | Balanced Worlds Studio        | Não                   | 25/05/2012         | 2013/06              | A falta de resposta do servidor em junho de 2013 não foi anunciada e continua sem solução. |
| 18. | Idade do Castelo                             | Facebook                   | Phoenix Age                   | Sim                   | 2009/02            |                      | |
| 19. | Era do Castelo HD                            | iOS                        | Phoenix Age                   | Sim                   | 15/12/2011         |                      | |
| 20. | Império do submundo                          | iOS e Android              | Phoenix Age                   | Sim                   | 15/01/2013         |                      | |
| 21. | DDTank2                                      | Web                        | 7Road                         | Não                   | 02/05/2013         | 05/03/2015           | |
| 22. | Isto significa guerra                        | iOS e Android              | Magic Pixel Games, TapZen     | Sim                   | 26/06/2014         |                      | |
| 23. | Força Heroica                                | Facebook                   | Kabam                         | Não                   | 01/08/2010         | 29/04/2011           | |
| 24. | Glória de Roma                               | Facebook                   | Kabam                         | Sim                   | 23/10/2010         |                      | Transferido para RockYou e apoiado por RockYou desde o início de abril de 2015, embora Kabam ainda hospede o jogo e as Recompensas Kabam ainda se apliquem ao jogo.                            |
| 25. | Guerra global                                | Facebook, Web              | Kabam                         | Não                   | 18/03/2011         | 30/11/2012           | |
| 26. | Dinastia Samurai                             | Facebook                   | Kabam                         | Não                   | 29/03/2011         | 15/11/2011           | A data é para lançamento beta |
| 27. | Mundo de Borda                               | Facebook                   | Kabam                         | Não                   | 2011/05/18         | 2018/10              | Transferido para RockYou e apoiado por RockYou desde o início de abril de 2015, embora Kabam ainda hospede o jogo e as Recompensas Kabam ainda se apliquem ao jogo.                            |
| 28. | O Poderoso Chefão: Cinco Famílias            | Facebook, Kongregate, Web  | Kabam                         | Não                   | 07/09/2011         | 2019/02              | A data é para o lançamento beta. Transferido para RockYou e suportado por RockYou desde o início de abril de 2015, embora Kabam ainda hospede o jogo e Kabam Rewards ainda se aplique ao jogo. |
| 29. | Reinos de Camelot: Batalha pelo Norte        | iOS e Android              | Kabam                         | Sim                   | 21/11/2011         |                      | |
| 30. | Sede da Noite                                | Web                        | Kabam                         | Não                   | 2011/12            | 31/01/2013           | |
| 31. | Finalista                                    | Web                        | Kabam                         | Não                   | 27/01/2012         | 27/11/2012           | |
| 32. | Comando Móvel: Crise na Europa               | iOS                        | Kabam                         | Não                   | 04/04/2012         | 08/10/2012           | Data para lançamento beta, limitado ao Canadá. |
| 33. | Impérios Arcanos                             | iOS, Android e Facebook    | Kabam                         | Sim                   | 26/06/2012         |                      | A data é para lançamento beta, limitado ao Canadá |
| 34. | Lenda Quatro                                 | iOS                        | Kabam                         | Não                   | 21/07/2012         | 2013                 | |
| 35. | Guerra de Tróia                              | Web                        | Kabam                         | Não                   | 03/09/2012         | 19/11/2012           | |
| 36. | Fragmento de Batalha                         | Web                        | Kabam                         | Não                   | 12/09/2012         | 04/12/2012           | A data é para lançamento beta. |
| 37. | Caça-níqueis Kabam                           | iOS e Android              | Kabam                         | Não                   | 04/09/2012         | 2014                 | |
| 38. | O Hobbit: Reinos da Terra Média              | iOS e Android              | Kabam                         | Sim                   | 16/10/2012         |                      | |
| 39. | O Hobbit: Exércitos da Terceira Era          | Facebook, Web              | Kabam                         | Não                   | 06/11/2012         | 20/06/2014           | |
| 40. | Edgeworld Móvel                              | iOS                        | Kabam                         | Não                   | 06/11/2012         | 24/06/2013           | A data é para lançamento beta, limitado ao Canadá. |
| 41. | Lenda Quatro HD                              | iOS                        | Kabam                         | Não                   | 10/12/2012         | 2013                 | |
| 42. | Defesa de Lich                               | Android                    | Kabam                         | Não                   | 01/02/2013         | 2013                 | |
| 43. | Gesso                                        | iOS, Android e Facebook    | Kabam                         | Não                   | 03/01/2013         | 2014                 | |
| 44. | Guerras de Farland                           | Android                    | Kabam                         | Não                   | 06/03/2013         | 2013                 | |
| 45. | Distrito Escuro                              | iOS                        | Kabam                         | Não                   | 29/03/2013         | 21/07/2014           | Data para lançamento beta, limitado ao Canadá. |
| 46. | Dodgers de batalha                           | iOS e Android              | Kabam                         | Sim                   | 06/04/2013         |                      | Publicado e suportado pela Galaxy Pest Control. A versão para Android não está mais disponível.                                                                                                |
| 47. | Dragões da Atlântida: Herdeiros do Dragão    | iOS e Android              | Kabam                         | Sim                   | 2013/04/16         |                      | A data é para lançamento beta. |
| 48. | Velozes e Furiosos 6                         | iOS, Android e Facebook    | Exploding Barrel Games        | Não                   | 15/05/2013         | 30/06/2015           | |
| 49. | Imperium: Guerra Galáctica                   | Facebook, Web              | Kabam                         | Não                   | 22/05/2013         | 04/11/2013           | |
| 50. | Ordem dos Elementos                          | iOS                        | Kabam                         | Não                   | 31/05/2013         | 11/11/2013           | |
| 51. | Guerra Galáctica: Legado                     | Android                    | Kabam                         | Não                   | 12/06/2013         | 2013/07              | Problemas de carregamento ocorreram em julho de 2013. |
| 52. | Heróis de Camelot                            | iOS e Android              | Kabam                         | Sim                   | 27/06/2013         |                      | Data para lançamento beta. |
| 53. | Runas de Guerra                              | iOS e Android              | Kabam                         | Sim                   | 26/08/2013         |                      | A data é para lançamento beta |
| 54. | Eternal Uprising: Fim dos Dias               | iOS e Android              | Kabam                         | Não                   | 23/09/2013         | 2014                 | |
| 55. | Zona de explosão!                            | iOS                        | Kabam                         | Não                   | 08/10/2013         | 28/08/2014           | A data é para lançamento beta. |
| 56. | Coroa de Sangue                              | Web                        | Kabam                         | Não                   | 2013/12            | 05/08/2014           | |
| 57. | Wartune: Salão dos Heróis                    | iOS e Android              | Kabam                         | Sim                   | 06/03/2014         |                      | |
| 58. | Aliança dos Anjos                            | Web                        | Kabam                         | Sim                   | 11/03/2014         |                      | A data é para lançamento beta |
| 59. | Ravenmarch: Império em Chamas                | Facebook                   | Kabam                         | Não                   | 04/04/2014         | 16/02/2016           | Então apoiado pela 37GAMES até 1 de junho de 2015, mas o jogo sofre com longos períodos de login quebrado do Facebook.                                                                         |
| 60. | Senhores Espirituais (Tempestade Espiritual) | iOS e Android              | Kabam                         | Sim                   | 07/05/2014         |                      | |
| 61. | Poder Divino                                 | iOS e Android              | Kabam                         | Sim                   | 09/05/2014         |                      | Data para lançamento beta |
| 62. | Lâminas de Excalibur                         | Facebook e Web             | Kabam                         | Não                   | 04/06/2014         | 2015/04              | |
| 63. | O Senhor dos Anéis: Lendas da Terra-média    | iOS e Android              | Kabam                         | Sim                   | 18/09/2014         |                      | Data para lançamento beta |
| 64. | Céus de Metal                                | iOS e Android              | Kabam                         | Não                   | 05/08/2014         | 06/03/2015           | Data para lançamento beta |
| 65. | Marvel: Torneio de Campeões                  | iOS e Android              | Kabam                         | Sim                   | 02/10/2014         |                      | Data para lançamento beta |
| 66. | Jogos Vorazes: Panem Rising                  | iOS e Android              | Kabam                         | Não                   | 10/10/2014         | 10/03/2016           | A data é para lançamento beta |
| 67. | Academia de Criaturas                        | iOS e Android              | Kabam                         | Não                   | 29/10/2014         | 10/04/2015           | Data para lançamento beta |
| 68. | Velozes e Furiosos: Legado                   | iOS e Android              | Kabam                         | Não                   | 23/01/2015         | 19/01/2017           | Data para lançamento beta |
| 69. | Star Wars: A Revolta                         | iOS e Android              | Kabam                         | Não                   | 08/07/2015         | 17/11/2016           | Data para lançamento beta / Data para desligamento planejado do servidor |
| 70. | Marvel Unidos                                | iOS e Android              | Kabam                         | Não                   | 09/07/2015         | 03/01/2016           | Data para lançamento do beta, Android beta disponível apenas na Dinamarca e Suécia. |
| 71. | Transformers: Forjados para Lutar            | iOS e Android              | Kabam                         | Sim                   | 05/12/2016         | 13/01/2023           | A data é para o lançamento beta. Após seu desligamento inicial, o jogo foi novamente disponibilizado para os membros da Netflix em 2023/05/10                                                  |
| 72. | Loja Titans                                  | iOS, Android, e Epic Games | Kabam                         | Sim                   | 04/03/2019         |                      | |
| 73. | Reino dos Campeões Marvel                    | iOS e Android              | Kabam                         | Não                   | 17/08/2020         | 21/03/2022           | A data é para lançamento beta |
| 74. | Disney Mirrorverse                           | iOS e Android              | Kabam                         | Sim                   | 23/06/2022         | 16/12/2024           | |
| 75. | Rei Arthur: Ascensão das Lendas              | iOS e Android              | Kabam                         | Sim                   | 05/12/2023         |                      | |

### Jogos desenvolvidos por terceiros e distribuídos pela Kabam
|     | Título                               | Plataforma                                      | Desenvolvedor original              | Disponível para jogar | Data de lançamento | Data de desligamento | Notas |
| --- | ------------------------------------ | ----------------------------------------------- | ----------------------------------- | --------------------- | ------------------ | -------------------- | --- |
| 01. | Ministério da Guerra                 | Kongregate, Web                                 | SnailGames                          | Sim                   | 2010/08            | 2014/02/28           | |
| 02. | Geomon                               | iOS                                             | EsperCorp, Loki Studios             | Não                   | 01/10/2010         | 17/04/2013           | |
| 03. | Eu sou raro                          | Web                                             | Digital Reality, Twisted Tribe Ltd. | Não                   | 08/12/2010         | 30/06/2013           | A data é para lançamento beta |
| 04. | Senhor do Calabouço                  | Facebook, Kongregate e Web                      | Nightowl Games                      | Sim                   | 2011               | 28/02/2014           | |
| 05. | Terra das Sombras Online             | Web                                             | ZQGame                              | Sim                   | 08/08/2011         | 16/02/2016           | A data é para lançamento beta |
| 06. | Lote de Castelo                      | Web                                             | Power Hosts Technology              | Sim                   | 2011/09            | 27/01/2016           | A data é para lançamento beta |
| 07. | Livro dos Heróis                     | iOS e Android                                   | Venan Games                         | Sim                   | 01/12/2011         |                      | |
| 08. | Choque dos Dragões                   | Kongregate e Web                                | 5th Planet Games                    | Não                   | 2011/12            | 30/10/2014           | |
| 09. | Reino Sangrento                      | Kongregate, Facebook, Steam, iOS, Android e Web | RedPoint Labs & Making Fun, Inc.    | Sim                   | 2012/04            | 11/09/2014           | A data é para lançamento beta |
| 10. | Ascensão dos Guerreiros              | iOS                                             | The Monkey Twins Studios            | Sim                   | 28/06/2012         | 2013                 | |
| 11. | Era do Caos                          | iOS                                             | LVL6                                | Não                   | 05/08/2012         | 2013                 | |
| 12. | Meus Monstros Cantores               | Android, iOS e Web                              | Big Blue Bubble                     | Sim                   | 04/09/2012         | 2013/02              | |
| 13. | Ira do Olimpo                        | iOS                                             | Chocobotsgames, mekalabo            | Não                   | 07/12/2012         | 2014                 | |
| 14. | Reinado dos Conquistadores           | iOS e Android                                   | Minoraxis                           | Sim                   | 19/12/2012         | 2014                 | A data é para lançamento beta |
| 15. | Armada Invencível                    | Facebook                                        | Neowiz Games                        | Não                   | 20/12/2012         | 28/02/2014           | |
| 16. | Reis do Reino                        | Web, iOS e Android                              | DigitGame Studios                   | Sim                   | 12/04/2013         | 27/01/2016           | A Kabam publicou versões móveis do jogo em 2 de setembro de 2014, mas as diferentes versões nunca foram compatíveis entre plataformas. As versões móveis pararam de funcionar em janeiro de 2015 e o suporte do fórum Kabam terminou em 9 de fevereiro de 2015. |
| 17. | Soldado de quebra-cabeça             | iOS e Android                                   | gumi                                | Sim                   | 21/06/2013         | 30/04/2014           | A data é para lançamento beta. |
| 18. | Nascer da lua                        | Steam e iOS                                     | Undead Labs, Kabam                  | Não                   | 03/12/2014         | 31/12/2015           | Após lançamentos limitados no Canadá, Dinamarca e Suécia, uma beta foi lançado no Steam no início de março com acesso antecipado em 27 de maio antes de Jeff Strain, fundador da Undead Labs, anunciar o encerramento do jogo. Android e iOS foram as plataformas planejadas originalmente para o lançamento mundial, mas a versão Android nunca foi lançada, pois o jogo foi encerrado durante o beta. |
| 19. | Slot Galaxy                          | Facebook                                        | Galaxy Star Entertainment           | Sim                   | 23/03/2012         | 2013                 | |
| 20. | Magnata dos caça-níqueis             | iOS                                             | Zipline Games                       | Sim                   | 23/05/2012         | 2013                 | |
| 21. | Slot Galaxy HD Máquinas caça-níqueis | Android                                         | Tap Slots                           | Sim                   | 16/12/2012         | 2013                 | |
| 22. | Pôquer Texas Hold'em                 | Web                                             |                                     | Sim                   | ?                  | 2013                 | |
| 23. | Galaxy Online 2                      | Facebook e Web                                  | I Got Games                         | Sim                   | 2010               | 16/02/2016           | |
| 24. | Asas do Destino                      | Facebook e Web                                  | I Got Games                         | Sim                   | 13/09/2012         | 16/02/2016           | |
| 25. | Chamado dos Deuses                   | Kongregate e Web                                | Biyojoy Network Technology          | Sim                   | 2010               | 16/02/2016           | |
| 26. | Glória dos Deuses                    | Kongregate e Web                                | Biyojoy Network Technology          | Sim                   | 03/12/2012         | 28/02/2014           | |
| 27. | Piratas: Marés da Fortuna            | Web                                             | Plarium                             | Sim                   | 12/01/2012         |                      | |
| 28. | Stormfall: Era da Guerra             | Facebook e Web                                  | Plarium                             | Sim                   | 01/11/2012         |                      | |
| 29. | Saga de Cristal                      | Kongregate e Web                                | Reality Squared Games               | Sim                   | 2011/08            | 12/02/2016           | Todos os jogadores que registraram um tíquete para jogos de realidade quadrada tiveram seus personagens transferidos para r2games.com em um de seus servidores |
| 30. | Yitien                               | Web                                             | Reality Squared Games               | Sim                   | 09/04/2013         | 12/02/2016           | A data é para lançamento beta |
| 31. | Matador de Demônios (Wartune)        | Facebook e Web                                  | Reality Squared Games               | Sim                   | 13/08/2012         |                      | |
| 32. | Wartune                              | Facebook e Web                                  | Reality Squared Games               | Sim                   | 13/08/2012         |                      | A versão do jogo do Yahoo! foi encerrada em 31 de março de 2014, e a transferência do progresso para outras versões do jogo não foi possível. |

Notas: A data de lançamento indica quando um jogo fica disponível para jogar pela primeira vez, incluindo lançamentos beta fechados e abertos. Para jogos desenvolvidos por outros estúdios e distribuídos pela Kabam, a data de encerramento é quando a Kabam descontinuou seu suporte aos jogos. Esses jogos ainda podem ser distribuídos por outras editoras ou disponíveis para jogar em servidores hospedados por empresas diferentes da Kabam.

## Ligações externa
«Sítio oficial»